# Finn McCools Fingers

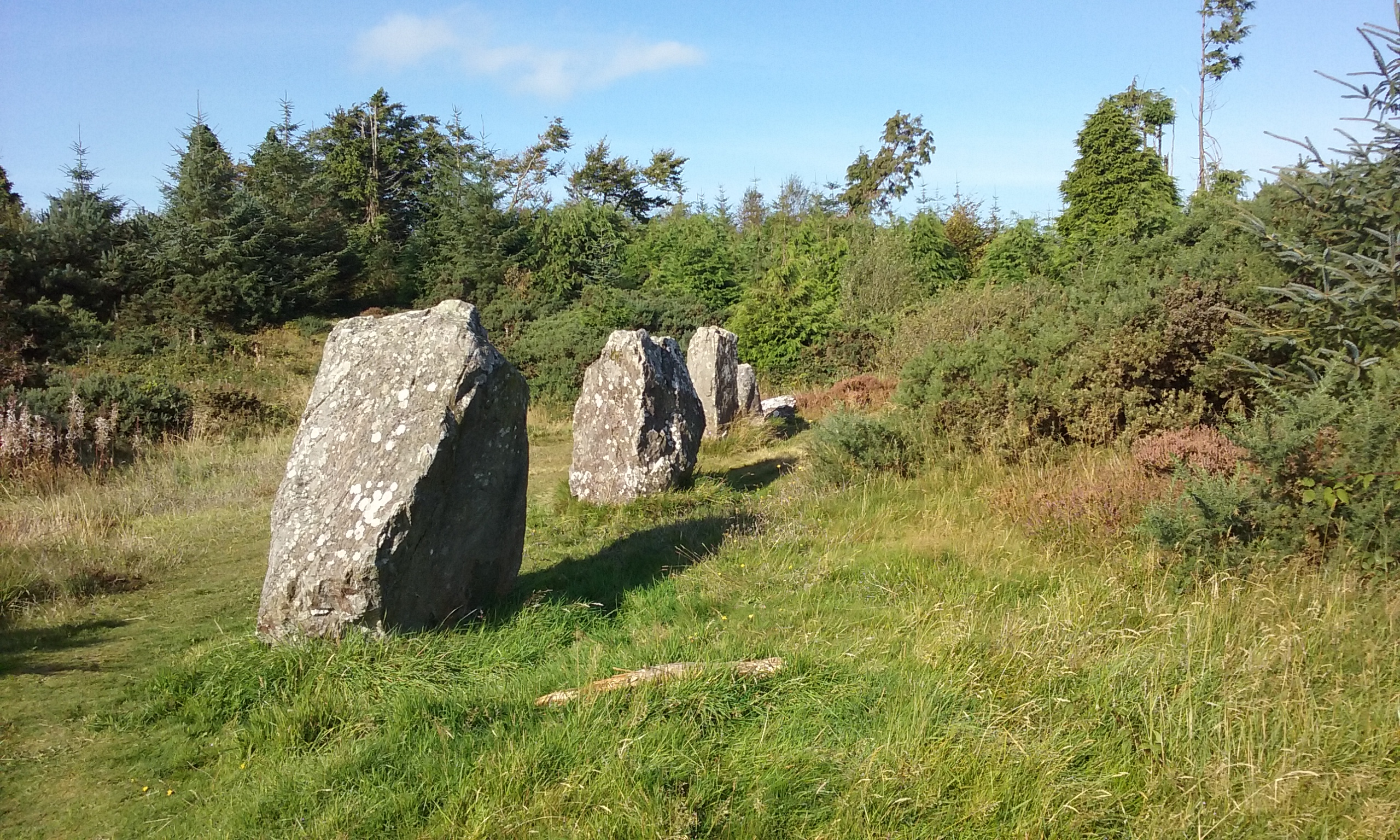
Autre vue.

 Finn McCools Fingers  (ou Shantemon Stone Row) est un ensemble de cinq pierres dressées sur la montagne Shantemon dans le comté de Cavan.

## Description
Le nom du site vient de la légende selon laquelle le guerrier géant celte Fionn Mac Cumhaill a perdu une main au combat.
À Partir de Cavan, il faut compter environ 15 minutes en voiture pour accéder à l'alignement des cinq pierres.
L'alignement s'étend sur 16 m de long, non loin du sommet de la montagne, sur la face nord.
La plus grande des pierres mesure presque deux mètres de haut. La plus petite, de 50 cm de haut, est couchée sur le côté.
Les pierres sont disposées dans une orientation sud-est / nord-ouest.